# Piper City
Piper City is een plaats (village) in de Amerikaanse staat Illinois, en valt bestuurlijk gezien onder Ford County.

## Demografie
Bij de volkstelling in 2000 werd het aantal inwoners vastgesteld op 781. In 2006 is het aantal inwoners door het United States Census Bureau geschat op 748, een daling van 33 (-4,2%).

## Geografie
Volgens het United States Census Bureau beslaat de plaats een oppervlakte van 1,4 km², geheel bestaande uit land. Piper City ligt op ongeveer 205 m boven zeeniveau.

## Plaatsen in de nabije omgeving
De onderstaande figuur toont nabijgelegen plaatsen in een straal van 16 km rond Piper City.